# سيلفي القرد

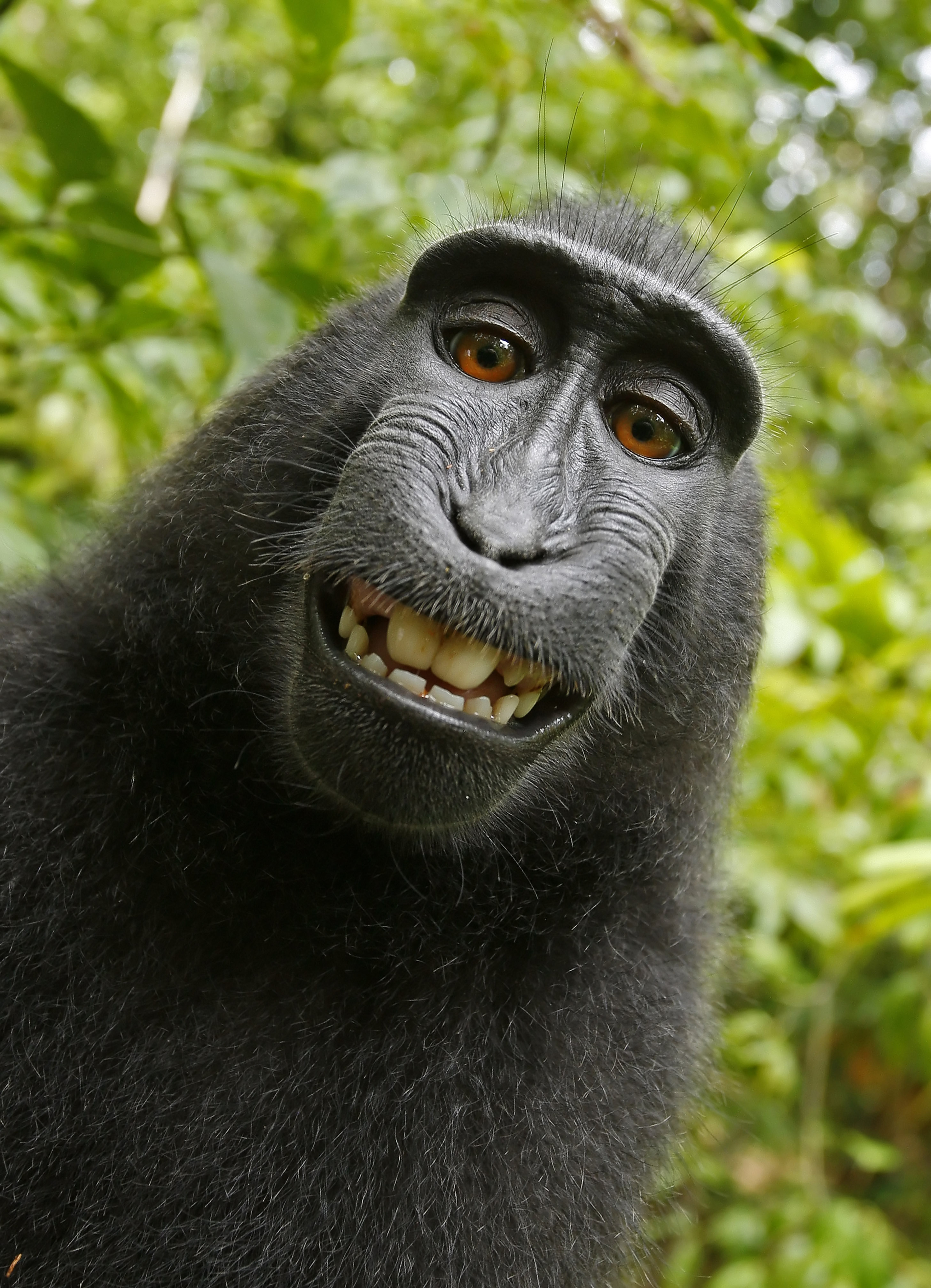
إحدى صور السيلفي الملتقطة من جانب القرد والمتنازع عليها

سيلفي القرد هي سلسلة من الصور التقطتها أنثى قرد مكاك أسود لنفسها في إندونيسيا عام 2011 بكاميرا تصوير مملوكة لأحد مصوري الأماكن الطبيعية يدعى ديفيد سلاتر.
رفعت هذه الصور عام 2014 على موقع كومنز، لكن حدث بعدها نزاع قضائي في منتصف العام بسبب مسألة حقوق النشر، عندما صنفت الصور على أنها (أعمال من صنع الحيوانات) وبالتالي لا تخضع لقوانين حقوق الملكية الفكرية وتعد في الملكية العامة، لكن سلاتر طالب بأحقية الصور له اعتمادًا على فكرة (منتج الصورة) وليس المصور، خاصة وأن ملتقط الصورة ليس آدميّاً وبالتالي لا يمكن اعتبار الحقوق مملوكة له، لكن في ديسمبر 2014 أقر مكتب الحقوق الفكرية في الولايات المتحدة بأن هذه الصور من أعمال غير بشرية وبالتالي لا تخضع لقوانين حقوق الملكية في الولايات المتحدة.
وبالرغم من هذا القرار جادل عدد من الخبراء القانونيين في الولايات المتحدة والمملكة المتحدة على أن دور سلاتر في عملية التصوير الفوتوغرافي هذه ربما يكون كافيًا لكي تكون له حقوق نشر هذه الصور.
وفي عام 2015 عادت القضية للأضواء حينما قامت بيتا بالمطالبة بحقوق هذه الصور لكونها مؤسسة معنية بحماية حقوق الحيوانات وأن هذه العائدات ستنفق على الحيوانات المهددة بالإنقراض ولكن المحكمة في الولايات المتحدة رفضت القضية، واستأنفت هذه المؤسسة القضية عام 2017 بعدما اتفق سلاتر معها على تخصيص جزء من العائدات كتبرع لمؤسسات تصوير الحيوانات البرية لكن المحكمة رفضت الالتماس، وفي عام 2018 حسمت محكمة الاستئنافات القضية بإقرارها أن الحيوانات لا تتمتع بأي حقوق فكرية وأن المؤسسة ليست معنية أو ممثلة قانوناً للمطالبة بهذه الحقوق.

## خلفية
في عام 2011 قام المصور ديفيد سلاتر بالسفر إلى إندونيسيا لالتقاط بعض الصور لحيوان المكاك الأسود وفي أثناء تحضير المعدات قامت إحدى إناث هذا القرد بالاستيلاء على الكاميرا والتقاط عدة صور لنفسها، وكانت العديد من هذه الصور سيئة وغير صالحة لكن كانت بعض الصور ذات جودة ومنظر واضح، قام سلاتر لاحقاً بنشر هذه الصور تحت اسم «سيلفي القرد» على الإنترنت، وقام بحفظ الحقوق لصالح وكالة أخبار كاترز.

## مشاكل حقوق النشر

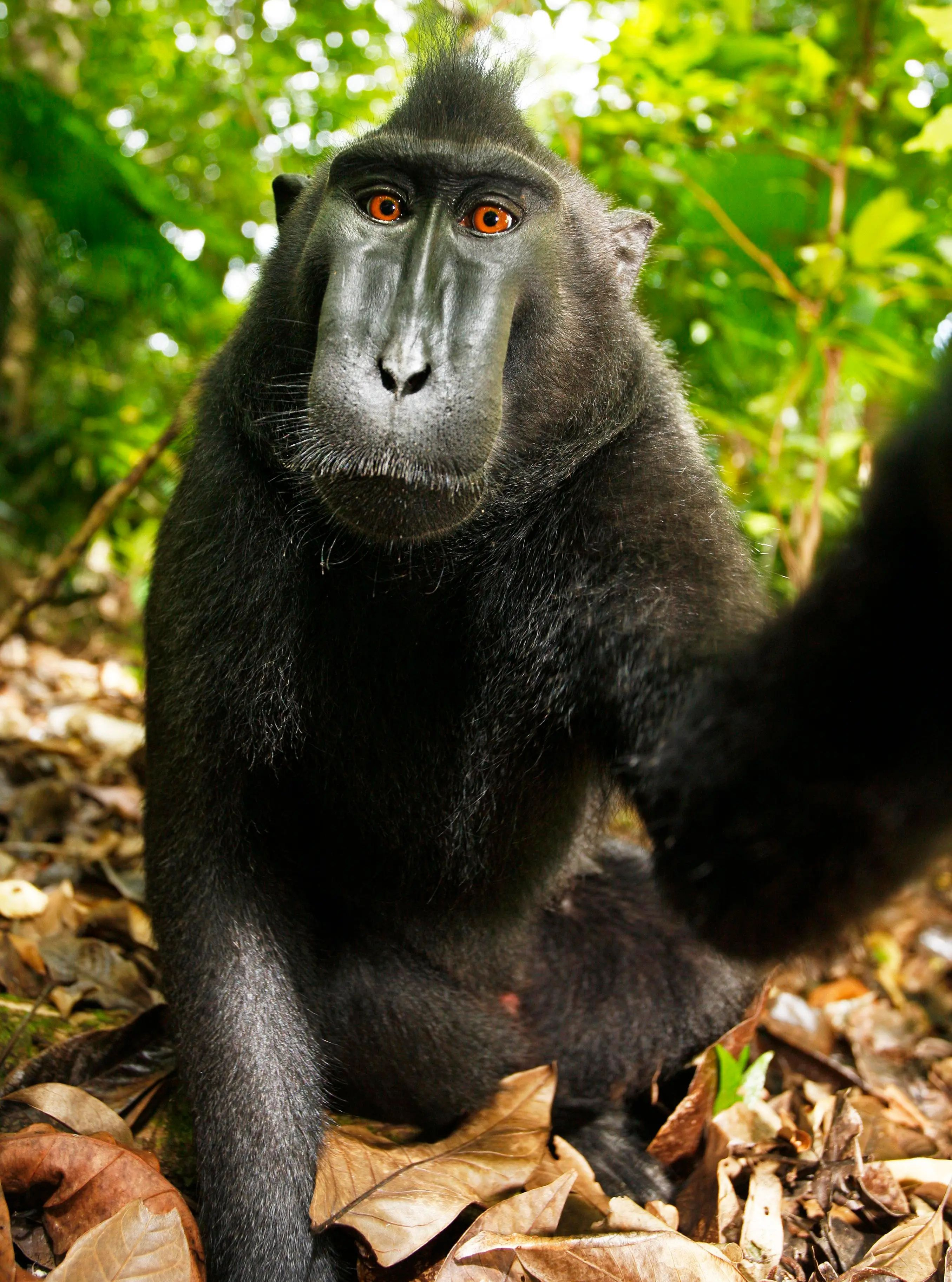
صورة أخرى من ضمن هذه الصورة تظهر جسم القرد بالكامل

كان موضوع مطالبة سلاتر بحقوق هذه الصور محط نقاش على مدونة تيكديرت، والتي قالت بأن الصورة أصبحت في الملكية العامة لأن ملتقطها هو حيوان وبالتالي لا يمكن اعتبار وجود شخصية قانونية لها، وأن سلاتر لا يمكنه أن يكون صاحب هذه الحقوق لأن الصور ليست من إنشاءه.
عقب ذلك طالبت وكالة كاترز حذف الصور بشكل رسمي، وطالبت أيضاً بحذف الصور من كافة المواقع الإلكترونية، وعقب رفع الصور على موقع كومنز (وهو مشروع شقيق لموسوعة ويكيبيديا) قام سلاتر بمراسلة مؤسسة ويكيميديا بشكل رسمي بإزالة الصور وإلا سيلزمون بالتعويض المادي، ولكن المؤسسة رفضت طلبه في بيان رسمي وقالت أن حقوق الصور ليست مملوكة إنما هي صور التقطها حيوان لا يتمتع بالشخصية القانونية ولا يمكن اعتباره صاحب الحقوق الفكرية.
قال سلاتر في حديث مع البي بي سي أن أعماله تم قتلها، حيث أن عرض هذه الصور كصور في الملكية العامة تسببت في خسارة مادية له تقدر بأكثر من 10 الآف جنيه إسترليني ، وقالب صحيفة ذا دايلي تليغراف نقلاً عن سلاتر أنهم لا يدركون هذا الأمر وأن الأمر يحتاج إلى تدخل قضائي.
قال محاميان (أمريكي وبريطاني) هما ماري لوريا وتشارلز سوان وهما متخصصان في قضايا الملكية الفكرية أنه طالما كان صانع الصورة حيوان وليس إنساناً فلا يوجد حق للمؤلف على الصورة، بغض النظر عمن يملك معدات إنشاء الصورة. ومع ذلك، قالت محامية وسائل الاعلام البريطانية كريستينا ميكولاس أنه وفقاً للقانون البريطاني قد تكون الصور ذات حقوق مليكة له استنادا على فكرة (المواد التي ينشئها الحاسوب) ، حيث يمكن القول أن المصور قد يملك حقوق الطبع والنشر على الصورة لكونه يمتلك أداة التصوير ولذلك تعد ملكاً لك بشكل افتراضي.
في 22 ديسمبر عام 2014، أوضح مكتب حقوق التأليف والنشر بالولايات المتحدة كافة الأمور التي تتعلق بهذا الشأن، وقال: أن الأعمال التي تنشئها يد غير بشرية لا تخضع لحقوق الطبع والنشر، ويأتي في أمثلتها «الصور التي التقطها قرد»، وتعد هذه القضية حالة مرجعية يمكن الاستعانة بها في الحالات المستقبلية.